# Baichung Bhutia
Baichung Bhutia ou en hindi भाईचुंग भुतिया (né le 15 décembre 1976 à Tinkitam, Sikkim) est un footballeur indien qui évoluait au poste d'attaquant.

## Biographie
Il est actuellement (en 2008) le meilleur buteur et le capitaine de l'équipe nationale, sa première sélection date de 1997. Bhutia joue dans le championnat indien pour le club de East Bengal Club.
En 2008, Baichung Bhutia a été sollicité pour porter la flamme olympique en Inde, mais, sympathisant de la cause tibétaine, il refusa afin de « soutenir le peuple du Tibet et leur lutte. »
Le 26 mai 2012, Baichung Bhutia et Tim Brown assistent à la cérémonie inaugurale de la 18e Gyalyum Chenmo Memorial Gold Cup organisée par l'Association nationale de football tibétaine à Dharamsala en Inde. Le même jour, ils rendent visite au 17e karmapa dans sa résidence de Gyuto à Sidhbari.

## Palmarès
- Coupe d'Inde de football
  - Vainqueur en 1996
  - Finaliste en 1995
- Championnat d'Inde de football
  - Champion en 1997 et en 2004
  - Meilleur buteur du championnat en 1997 (14 buts)
  - Vice-champion en 2006
- AFC Challenge Cup
  - Vainqueur en 2008
- Coupe d'Asie du Sud de football
  - Vainqueur en 1997, en 1999 et en 2005
  - Finaliste en 2008
- Nehru Cup
  - Vainqueur en 2007